# Marcel Dupret
Marcel Dupret (* 1910 in Brüssel; † 10. Juli 1971 in Skhirat) war ein Botschafter von Baudouin I.

## Leben
Marcel Dupret wurde als Sohn des Druckereigesellschafters Georges Dupret geboren.
1930 übernahm er die Geschäftsleitung in der Druckerei Biermans und erweiterte das Sortiment auf Papiertüten und Spielkarten.
Nach dem Abzug der belgischen Kolonialmacht am 30. Juni 1960 aus Belgisch Kongo war Dupret Generalkonsul des Königs von Belgien in Brazzaville und maßgeblich an der Ermordung von Patrice É. Lumumba  beteiligt.
Marcel Dupret war Botschafter Belgiens in Bagdad in der Abu Nawas Street, Kard el Pasha. Anlässlich des Sechstagekriegs berief die Regierung der USA ihren Geschäftsträger bei der Regierung von Ahmad Hasan al-Bakr in Bagdad Enoch S. Duncan 1967, ab.
Marcel Dupret hatte seinen Sitz im Gebäude der US-Botschaft in Bagdad, wohin sich ein Regimegegner geflüchtet hatte und nahm die konsularische Vertretung der US-Staatsbürger in Haftsachen wahr.
Beim Putschversuch von Skhirat versuchte Marcel Dupret über eine Mauer an den Strand zu springen und wurde erschossen.